# Піксев
Піксе́в (рос. Пиксев) — селище у складі Нижньоломовського району Пензенської області, Росія.
Населення — 4 особи (2010; 1 у 2002).
Національний склад станом на 2002 рік:
- росіяни — 100 %